# Melchior Rinck

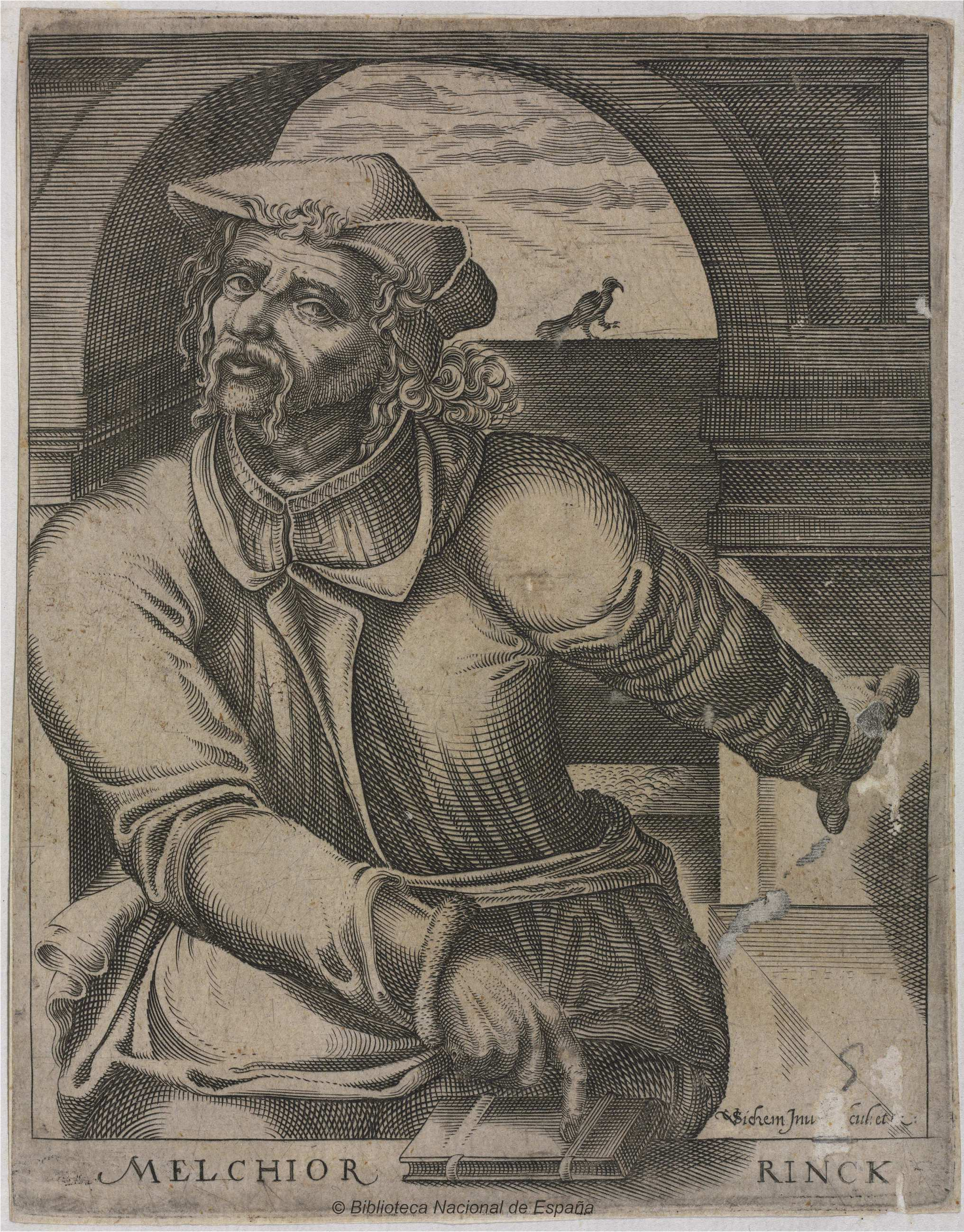
Melchior Rinck, grabado en madera de Christoffel van Sichem.

Melchior Rinck (Hesse, 1493-Katzenelnbogen, después de 1551) fue un teólogo alemán, anabaptista.

## Juventud
De origen campesino; en 1516 obtuvo una Licenciatura en Artes liberales y Humanismo en la Universidad de Leipzig, donde fue alumno del teólogo Johann Lange y conoció al reformador Hermann Tulichius. Luego fue profesor de griego en Erfurt, por lo que se le conocía como "el griego".

## Reforma y anabaptismo
Aunque algunas fuentes señalan que participó del movimiento anabaptista del los llamados "profetas de Zwickau", en 1521, solamente se sabe con certeza que en 1523 era capellán en los alrededores de Hersfeld, donde se unió con el pastor Heinrich Fuchs para promover el protestantismo. Después de algunos disturbios, en diciembre de 1523, Rinck y Fuchs fueron arrestados y desterrados de Hersfeld. Ambos se establecieron entonces en Turingia, donde Rinck, con el apoyo del reformador Jacob Strauß, fue nombrado pastor en Oberhausen, cerca de Eisenach y posteriormente en Eckardtshausen. Contrajo matrimonio con Anna Eckard.
Atraído por las ideas de Thomas Müntzer se unió al levantamiento campesino y participó en la Batalla de Frankenhausen, el 15 de mayo de 1525. Derrotados los campesinos, tuvo que ir de un lugar a otro. 
En 1527 se unió al movimiento anabaptista pacifista de Hans Denck, con quien estuvo en Landau exponiendo sus tesis teológicas. Luego se establecieron en Worms, junto con Ludwig Haetzer y Jakob Kautz. Fueron desterrados después de fijar las siete tesis de los anabaptistas en la puerta de una iglesia.

## Cárcel
Se establecieron entonces en Turingia donde reunieron muchos adeptos y Rinck se atrevió a solicitar un permiso para predicar públicamente en Hersfeld. El príncipe Felipe I de Hesse recibió personalmente a Rinck y oyó sus argumentos, pero sometió su solicitud al estudio de los teólogos de la Universidad de Marburgo. En agosto de 1528, estos rechazaron las tesis anabaptistas, por lo que Felipe decidió ordenar el destierro de Rinck, mientras que el elector Juan de Sajonia exigía que fuera ejecutado por herejía.
Rinck fue detenido en territorio de Hesse y encarcelado en Haina, desde abril de 1529, hasta mayo de 1531. Durante este tiempo se dedicó a escribir sobre el bautismo y además a debates con teólogos y a contestar la demanda de anulación de su matrimonio interpuesta por su suegro luterano. Fue liberado, con la condición de no regresar a Hesse ni a Sajonia. Rinck regresó a Hesse y fue detenido en noviembre de 1531 en Vacha y condenado en 1532 a cadena perpetua, de la que hubiera podido escapar si se retracta de sus ideas anabaptistas. Varios amigos, como el teólogo Georg Witzel, intentaron convencer a Rinck de retractarse, pero él se negó. Fue recluido en Bärbach, condado de Katzenelnbogen, donde se sabe que se encontraba en 1551. Murió en la cárcel.

## Obras
Sus escritos se han perdido, excepto tres: una epístola escrita conjuntamente con Antonio Jacobsz, que explica por qué el bautismo de infantes no es un verdadero bautismo; una manuscrito refutando la necesidad de bautizar a los niños y; una carta a Eberhard von der Tann, escrita desde la cárcel de Haina.